# مانی (میسیسیپی)
مانی (به انگلیسی: Money) یک منطقهٔ مسکونی در ایالات متحده آمریکا است که در میسیسیپی واقع شده‌است. مانی ۴۲٫۰۶ متر بالاتر از سطح دریا واقع شده‌است.